# Claro (filme)
Claro é um longa-metragem de 1975 da autoria de Glauber Rocha, produzido pela DPT-SPA. O filme se passa em Roma e aborda a cultura da mesma; não possui estrutura narrativa tradicional, misturando ópera, documentário, filme testemunho e ensaio.